# Kiszl Péter
Kiszl Péter (Paks, 1978. július 31. –) magyar könyvtáros és közgazdász, a könyvtár- és információtudomány egyetemi oktatója és kutatója. Az Eötvös Loránd Tudományegyetem Bölcsészettudományi Kar Könyvtár- és Információtudományi Intézetének egyetemi tanára. Intézetigazgató, tanszékvezető, doktori programvezető, szakfelelős. A Magyar Tudományos Akadémia I. Nyelv- és Irodalomtudományok Osztálya köztestületi tagja.

## Életútja

### Tanulmányai
1996-ban a paksi Vak Bottyán Gimnáziumban érettségizett. 2001-ben az ELTE BTK-n okleveles könyvtáros végzettséget, majd 2002-ben a Kereskedelmi és Gazdasági Főiskola jogutód intézményében, a Szolnoki Főiskolán kereskedelmi szakos közgazdász diplomát szerzett. 2004-ben az ELTE BTK Irodalomtudományi Doktori Iskolájában nyerte el a PhD fokozatot summa cum laude minősítéssel. 2010-ben az ELTE BTK-n habilitált irodalomtudomány tudományágban.

### Szakmai pályafutása
2001-től egyetemi tanársegéd, 2005-től egyetemi adjunktus, 2011-től egyetemi docens, 2023. szeptember elsejétől egyetemi tanár. 2007 és 2011 között intézeti titkár, 2011. július 1-je óta az ELTE BTK Könyvtár- és Információtudományi Intézetének igazgatója, emellett 2013-tól az Irodalomtudományi Doktori Iskola Könyvtártudományi doktori programját is vezeti. Az Információtudományi Tanszék vezetője (2012–) és a Könyvtártudományi Tanszék vezetője (2013, 2020–). 2017–2019 között az ELTE BTK Digitális Bölcsészet Központ alapító vezetője.

## Munkássága

### Oktatói tevékenysége
Az informatikus könyvtáros alapszak (BA), illetve az azon belül működő információ- és tudásmenedzsment specializáció, valamint a könyvtár- és információtudomány mesterszak (MA) felelőse.
Felsőoktatási képzési programok és tananyagok kidolgozója. Minden képzési szinten ellát tantárgyfelelősi teendőket. Magyar és angol nyelvű előadásokat, valamint gyakorlatokat tart nappali, levelező és esti tagozaton egyaránt. Félévről félévre felvételi-, szigorlati- és záróvizsgabizottságok tagja, elnöke. Pályafutása alatt számtalan kurzust oktatott, jelenleg a Bevezetés a könyvtár- és információtudományba és az Üzleti információ 1–2. alapszakos; a Piacgazdaság és könyvtárügy az információs társadalomban, az Üzleti információ és pénzügyi kultúra, a Szervezeti információgazdálkodás, információs folyamatok, a Projektmunka mesterszakos; valamint a Doktori kollégium 1. (Könyvtár- és információtudomány 1.) doktori kurzusokat hirdeti. Közel száz egyetemi szakdolgozat és további sikeresen megvédett irodalomtudományi doktori disszertációk témavezetője. Doktoranduszok aktív témavezetője (közülük Stipendium Hungaricum ösztöndíjasoké is). ÚNKP témavezetőként segíti a tehetséggondozást. Első helyezéssel díjazott hallgató OTDK témavezetője, az OTDK Pedagógiai, Pszichológiai, Andragógiai és Könyvtártudományi Szekciójában rendszeresen felkért bíráló és zsűrielnök.
Pályafutása alatt több egyetemi és kari testület tagjaként tevékenykedett: 2009–2019 között az Egyetemi Könyvtári Tanács tagja, 2012–2014 között a Kari Doktori Tanács tagja, 2017-ben és 2020-ban a dékáni pályázat kiírását és elbírálását előkészítő eseti bizottság tagja. Jelenleg a Kari Kreditátviteli Bizottság elnöke (2016–), a Kari Kiadvány- és Könyvtárügyi Bizottság alelnöke (tag: 2009 –, alelnök: 2012–), a Kari Tanács tagja (2011–), a Kari Minőségfejlesztési Bizottság tagja (2012–), a Kari Gazdálkodási és Helyiséggazdálkodási Bizottság tagja (2018–), az Intézeti Tanács tagja (2008–), elnöke (2011–). Az ELTE Szenátusának a Bölcsészettudományi Kar által második ciklusra (2017–2021 és 2021–2024) megválasztott oktatói tagja.

### Kutatói és tudományszervező tevékenysége
A könyvtár- és információtudományhoz kapcsolódó kutatási területei: információ- és tudásmenedzsment, üzleti információ, pénzügyi kultúra és a könyvtárak, könyvtár- és információtudományi képzések fejlesztése, hajózási információforrások, digitális bölcsészet.
Könyvtár- és információtudományi eredményeit Magyarországon jellemzően a Könyv és Nevelés, a Könyvtári Figyelő, valamint a Tudományos és Műszaki Tájékoztatás lektorált szakfolyóiratokban jelenti meg. Emellett a legrangosabb, Q1-es SCImago Journal Rank (SJR) besorolású nemzetközi szakfolyóiratokban is publikál, például: The Journal of Academic Librarianship, Journal of Library Administration, Journal of Librarianship and Information Science, Reference Services Review. Más diszciplínákhoz kötődő munkáit közölte például az Across Languages and Cultures, a Hungarológiai Közlemények, az Iskolakutúra, a Korunk vagy a Vezetéstudomány szakfolyóiratokban is. A külföldi szaksajtóban elemzi a magyarországi könyvtárügy trendjeit is.
A nemzetközi tudománymetriai rendszerekben nyilvántartott könyvtár- és információtudomány (Library and Information Science, LIS) széles körű hazai elismertetésén dolgozik. 2012-ben kezdeményezésére módosult az ELTE BTK Könyvtár- és Információtudományi Intézet struktúrája, az intézet és a tanszékek elnevezései igazodtak a nemzetközi terminológiához. Intézetigazgatói, tanszékvezetői és doktori programvezetői tevékenysége nyomán az intézetben a könyvtár- és információtudományi felsőoktatási képzések teljes palettája (alapképzés, mesterképzés, tanárképzés, doktori PhD képzés) és infrastruktúrája megújult, hazai és külföldi szakmai együttműködései jelentősen bővültek. 2011 óta két tucatot is meghaladó intézeti Erasmus partnerszerződés kialakítását katalizálta, az intézet részt vesz a Ceepus nemzetközi hálózati munkában is.
Tudományos minősítésekben (doktori szigorlatokon, komplex vizsgákon, védéseken és habilitációs eljárásokban) vett részt az ELTE-n kívül más felsőoktatási intézményben is, a Debreceni Egyetemen, az Eszterházy Károly Katolikus Egyetemen és a Pécsi Tudományegyetemen. Közel húsz doktori védésen látott el bizottsági tagsági teendőket, doktori disszertációk és habilitációs értekezések opponense. Az ELTE BTK Habilitációs Bizottsága felkérésre a könyvtár- és információtudomány szakterületen külső referáló. 2005-ben egy félévet a Budapesti Corvinus Egyetemen és 2005–2010 között az Eszterházy Károly Egyetemen is tanított megbízási szerződéssel.
Tudományszervezői eredményességét bizonyítja a Valóságos könyvtár – könyvtári valóság című, Magyarországon egyedülálló országos, bírálati rendszerű könyvtár- és információtudományi konferencia- és lektorált szakkönyvsorozat elindítása, illetve folyamatos bonyolítása, szerkesztése. A konferencia 2021-től angol nyelvű szekcióval bővült.
2004 óta a kulturális szakértők nyilvántartásába bejegyzett kulturális (könyvtári) szakértő. Ennek keretében – többek között – 2019-ben vezető könyvtári szakértői felkérést kapott a Nemzeti Cirkuszművészeti Központ Könyvtárának létrehozására irányuló szakmai munkára. Évről évre részt vesz külföldi tanulmányutakon (pl. The British Library, Shanghai Library).

### Tudománynépszerűsítő tevékenység
2011-ben a 63. Frankfurti Nemzetközi Könyvvásár nyitórendezvényének magyarországi szakmai meghívottja. Hazai és nemzetközi szakmai rendezvények szervezőjeként folyamatosan segíti a könyvtár- és információtudományi kutatások disszeminációját. Tudománynépszerűsítő tevékenysége részeként országos televíziócsatornákon (pl. MTV, ATV) kérték fel szakmai interjúkra/beszélgetésekre könyvtári témákban. 2016-ban újraindította az ELTE BTK-n a Nyitott Napok szabadegyetemi előadássorozatot.

### Társasági tagságai
2008-tól az MTA I. Nyelv- és Irodalomtudományok Osztálya Irodalomtudományi Bizottságához tartozó, hazai nem akadémikus köztestületi tagja, 2019-től a Magyar Rektori Konferencia Társadalomtudományi Bizottságának az ELTE BTK-t képviselő tagja. 2010-től a Magyar Könyvtárosok Egyesülete, valamint az Informatikai és Könyvtári Szövetség közös országos képzési munkabizottságának tagja. 2018-tól az International Federation of Library Associations and Institutions (IFLA) világszervezet tagja, 2015-től a Magyar Könyvtárosok Egyesülete Közkönyvtári Egyletének tagja. 2013-tól az ELTE Egyetemi Könyvtár és Levéltár működését támogató Egyetemi Könyvtárért Alapítvány elnöke, valamint a kezdeményezésére 2015-ben létrejött Könyvtár- és Információtudományi Képzések Kollégiuma elnöke. 2005 és 2012 között a Magyar Információbrókerek Egyesülete alelnöke. 2012-től a Közlekedéstudományi Egyesület Hajózási Tagozatának tagja. 2017 és 2022 között a nemzetközi COST (European Cooperation in Science and Technology) Association, COST Action CA16204 Distant Reading for European Literary History Management Committee Magyarországot képviselő tagja.
Nemzetközi (pl. International Journal of Digital Humanities) és hazai (pl. Tudományos és Műszaki Tájékoztatás) szakfolyóiratok szerkesztőbizottsági, illetve tanácsadó testületi tagja.

### Díjai, elismerései
Önálló, társszerzős és szerkesztett kötetek, folyóiratcikkek, konferenciaközlemények, tudományos konferenciaelőadások stb. tanúsítják hazai és nemzetközi kutatói eredményességét, amit ezidáig három alkalommal – 2020-ban, 2021-ben és 2022-ben is – az ELTE BTK Kari Publikációs Díjával ismertek el. 2022-ben kétszer is elnyerte az ELTE Egyetemi Kiválósági Alap kiemelkedő presztízsű tudományos publikációk kategória díját. A 200 tételt is meghaladó tudományos publikációinak teljes listáját a Magyar Tudományos Művek Tára naprakészen mutatja. Több hazai és nemzetközi konferenciát szervezett, felkéréseket kapott nyitó- és plenáris előadásokra, szekcióvezetésekre, valamint bírálatokra egyaránt.
Az egri Eszterházy Károly Főiskolán több éves oktatói tevékenységét 2008-ban címzetes egyetemi docensi kinevezéssel honorálták, azóta is rendszeresen felkérik záróvizsga bizottsági elnöknek.
MTA Bolyai János Kutatási Ösztöndíjas az irodalom- és kultúratudományok területén 3 éves időtartamra (2020–2023), emellett az Új Nemzeti Kiválóság Program Bolyai+ Felsőoktatási Fiatal Oktatói, Kutatói Ösztöndíját háromszor (a 2020/2021., 2021/2022. és 2022/2023. tanévre) nyerte el.

### Főbb művei
Önálló monográfiái:
- Üzleti információ, céginformáció és a könyvtárak. (2005)[68]
- Hálózati révkalauz. Magyarországi hajózási információforrások az interneten. (2010)[69]

Társszerzős könyvei:
- E-könyvészet. A digitális könyvkultúra alapvonásai. (2013)[70]
- Magyar irodalom a világhálón. Szabadon elérhető magyar nyelvű szöveggyűjtemények (2018)[71]

Szerkesztett kötetei:
- Trendek a hazai és nemzetközi könyvtárügyben. (2013)[72]
- Információközvetítés és közösségépítés – multifunkciós könyvtári hálózatok (2020)[73]
- Útmutató könyvtáralapításhoz. Esettanulmány a Nemzeti Cirkuszművészeti Központ Könyvtáráról (2021)[74]
- Útmutató könyvtáralapításhoz 2. A digitalizálás fejlődéstörténete. A személyes adatok és a szerzői jogok védelme a könyvtárakban (2022)[75]

Valóságos könyvtár – könyvtári valóság (VKKV) szerkesztett tanulmánykötetei:
- Valóságos könyvtár – könyvtári valóság. Könyvtár- és információtudományi tanulmányok 2016 (2017)[76]
- Valóságos könyvtár – könyvtári valóság. Könyvtár- és információtudományi tanulmányok 2018 (2018)[77]
- Valóságos könyvtár – könyvtári valóság. Könyvtár- és információtudományi tanulmányok 2020 (2021)[78]
- Valóságos könyvtár – könyvtári valóság. Könyvtár- és információtudományi tanulmányok 2022 (2023)[79]

Valóságos könyvtár – könyvtári valóság (VKKV) konferencia szerkesztett programfüzetei:
- VKKV I. konferenciaprogram (2013)[80]
- VKKV II. konferenciaprogram az előadások tartalmi összefoglalóival (2015)[81]
- VKKV III. konferenciaprogram az előadások tartalmi összefoglalóival (2017)[82]
- VKKV IV. konferenciaprogram az előadások tartalmi összefoglalóival (2019)[83]
- VKKV V. konferenciaprogram az előadások tartalmi összefoglalóival (2021)[84]

Folyóiratcikkek, könyvrészletek, konferenciaközlemények stb. naprakész felsorolása a Magyar Tudományos Művek Tárában.